# Kevin Escorcia
Kevin Andrés Escorcia Torres (Barranquilla, 5 de enero de 1995) es un beisbolista colombiano que juega como lanzador en la organización de Chicago White Sox en las Ligas Menores de Béisbol de Clase A.

## Carrera en Ligas Menores
El 4 de junio de 2013 inició su carrera en la Dominican Summer League con el DSL White Sox ganando 10 juegos y perdiendo 2 en dos temporadas, recetando un total de 109 ponches en 29 juegos y una efectividad de 1.90 ERA. El 21 de junio de 2015 pasó al AZL White Sox de la Arizona League donde ganó 2 juegos y perdió 2 juegos, recetando 34 ponches en 13 juegos. El 19 de junio de 2016 inició temporada con Great Falls Voyagers en la Pionner League jugando como lanzador relevista, disputando 18 juegos siendo cerrador en 6 juegos, ganando y salvando un juego con 27 ponches. Ascendió a la Clase A con Kannapolis Intimidators el 8 de abril de 2017 en la South Atlantic League, ganando 8 juegos y perdiendo 6 en 69 juegos siendo cerrador, recetando 131 ponches.

## Copa Mundial Sub-23
En 2018 disputó tres juegos con la Selección de béisbol de Colombia permitió 4 carreras y recetó 6 ponches en 3.2 entradas.

## Logros
- Liga Colombiana de Béisbol Profesional:
  - Campeón (1): 2014/15 con Leones de Montería
  - Subampeón (3): 2013/14 con Leones, 2015/16 con Leones, 2016/17 con Caimanes

- Béisbol en los Juegos Bolivarianos:
  -  Medalla de oro: 2017